# Gardonne
Gardonne (okzitanisch: Gardona) ist eine französische Gemeinde im Département Dordogne in der Region Nouvelle-Aquitaine. Die Gemeinde mit 1.607 Einwohnern (Stand: 1. Januar 2022) liegt im Kanton Pays de la Force und im Arrondissement Bergerac. Die Einwohner der Gemeinde werden Gardonnais genannt.

## Geografie
Gardonne liegt etwa elf Kilometer westsüdwestlich von Bergerac an der Dordogne, die die Gemeinde im Norden begrenzt. Hier mündet auch der Nebenfluss Gardonnette. Umgeben wird Gardonne von den Nachbargemeinden Saint-Pierre-d’Eyraud im Norden, Lamonzie-Saint-Martin im Osten, Gageac-et-Rouillac im Südosten, Saussignac im Süden, Razac-de-Saussignac im Südwesten sowie Saint-Avit-Saint-Nazaire im Westen.

## Bevölkerungsentwicklung
| 1962                       | 1968 | 1975 | 1982 | 1990 | 1999 | 2006 | 2017 |
| -------------------------- | ---- | ---- | ---- | ---- | ---- | ---- | ---- |
| 773                        | 988  | 1115 | 1130 | 1383 | 1404 | 1356 | 1592 |
| Quellen: Cassini und INSEE |      |      |      |      |      |      |      |

## Wirtschaft und Infrastruktur
Gardonne hat einen Bahnhof an der Bahnstrecke Libourne–Buisson und wird im Regionalverkehr mit TER-Zügen zwischen Bordeaux-Saint-Jean einerseits sowie Bergerac und Sarlat-la-Canéda andererseits bedient.
Durch die Gemeinde führt die frühere Route nationale 136 (heutige D936).

## Sehenswürdigkeiten
- katholische Kirche Saint-Jean-Baptiste aus dem 19. Jahrhundert
- protestantische Kirche
- Taubenhäuser

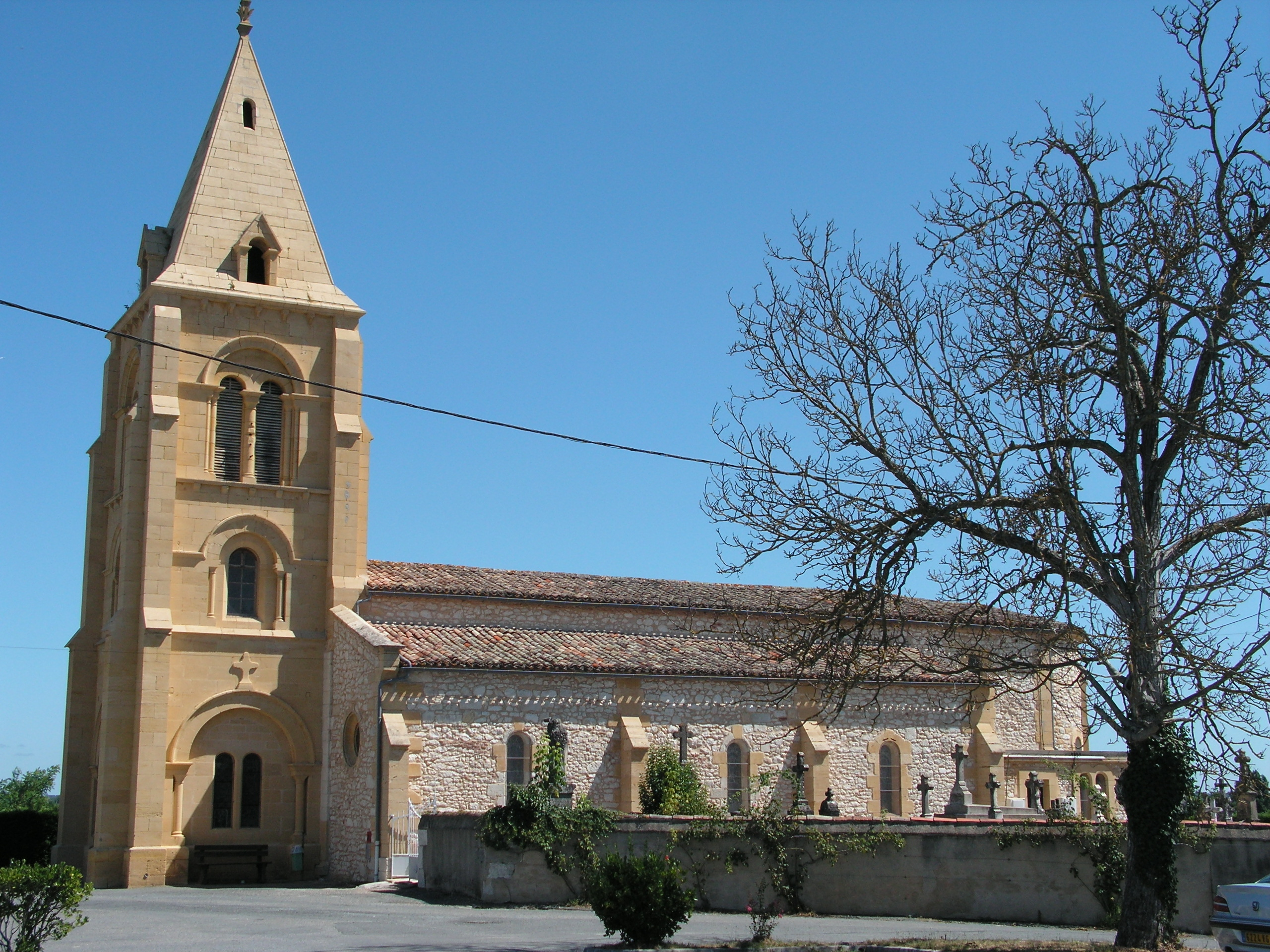
Kirche Saint-Jean-Baptiste
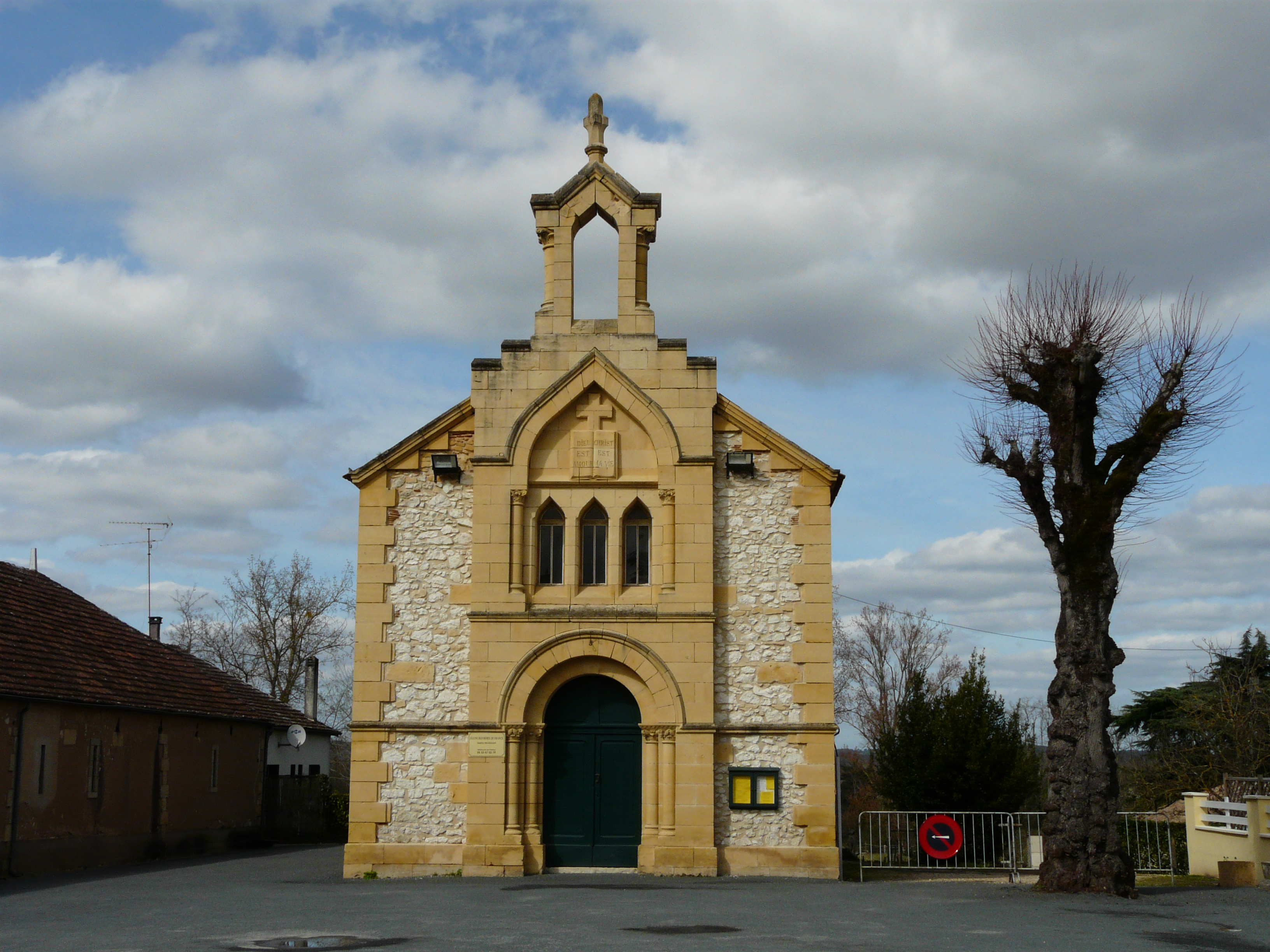
Protestantische Kirche
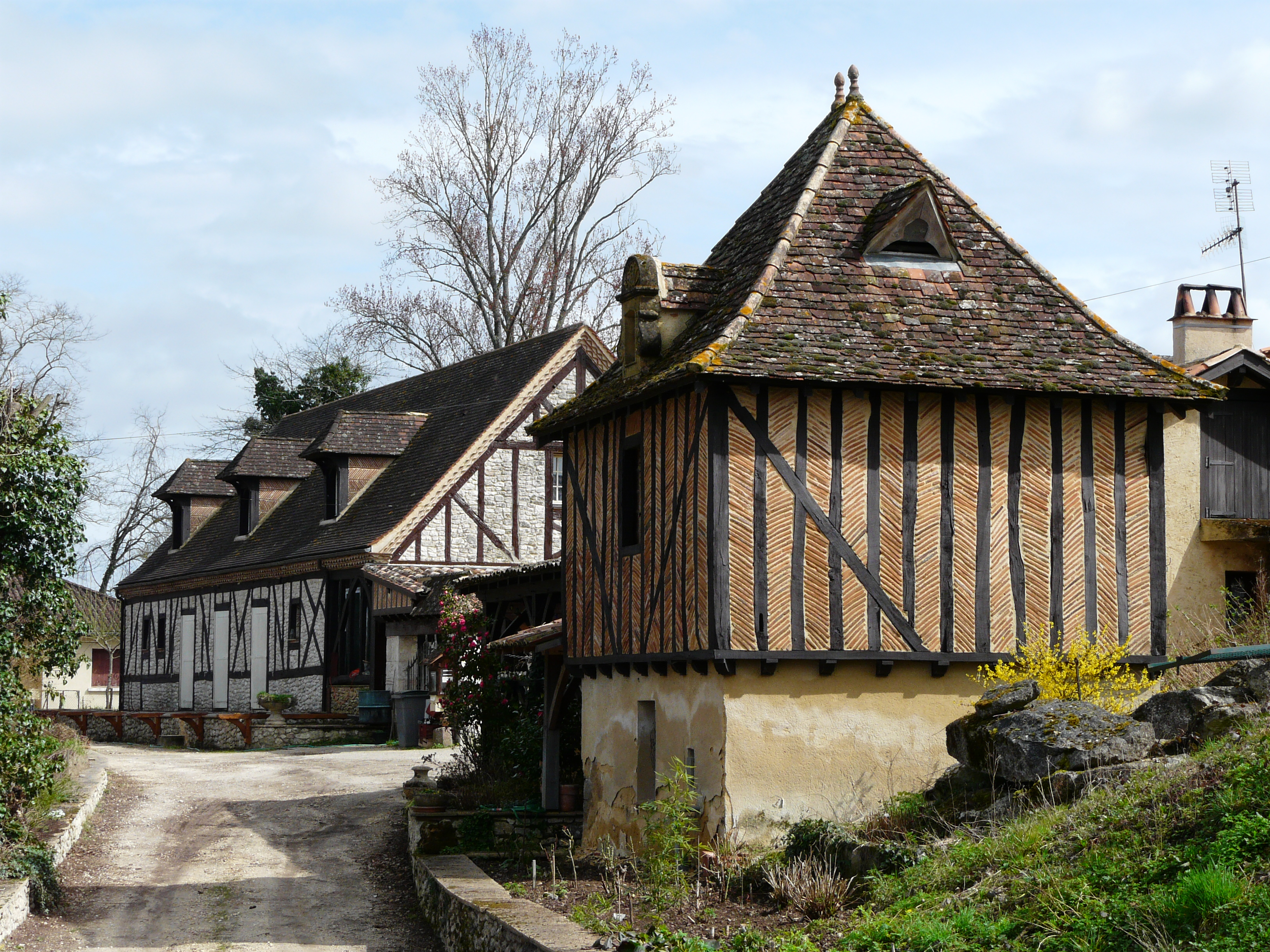
Fachwerkhaus

## Gemeindepartnerschaft
Mit der französischen Gemeinde Guémar im Département Haut-Rhin (Elsass) besteht eine Partnerschaft.